# صلاح العرجاني
صلاح العرجاني شاعر وكاتب كويتي ولد في ميتشيغان في أمريكا عام 1988م. صدر له عدد من المؤلفات منها ديوان (المقامات)، وكتاب (في رواية أخرى: سيرة الملك عبد العزيز في الصحافة الأجنبية).

## التعليم
- حاصل على درجة الماجستير في إدارة الأعمال من الجامعة الأمريكية في الشرق الأوسط عام 2016م.
- حاصل على درجة البكالوريس في علم النفس من جامعة الكويت عام 2012م.[4]

## إصدارات
| الإصدار                                                  | سنة النشر | ملاحظات   |
| -------------------------------------------------------- | --------- | --------- |
| المقامات                                                 | 2017      | شعر شعبي. |
| تنبؤات الشعراء                                           | 2020      | [ 6 ]     |
| في رواية أخرى: سيرة الملك عبد العزيز في الصحافة الأجنبية | 2022      | [ 2 ]     |